# Орджоникидзевский поселковый совет
Орджоникидзевский поселковый совет (укр. Орджонікідзевська селищна рада, крымскотат. Kaygador qasaba şurası) — административно-территориальная единица Феодосийского горсовета АР Крым, на берегу Двуякорной бухты и Коктебельского залива Чёрного моря.
Население по переписи 2001 года — 2 995 человек, площадь совета 82 км².
К 2014 году состоял из одного посёлка городского типа Орджоникидзе.

## История
Впервые в исторических документах Орджоникидзевский поселковый совет Феодосийского горсовета, с единственным посёлком в составе, встречается в «Справочнике административно-территориального деления Крымской области на 15 июня 1960 года» и в таком состоянии пребывает всю дальнейшую историю. С 12 февраля 1991 года поссовет в восстановленной Крымской АССР, 26 февраля 1992 года переименованной в Автономную Республику Крым. С 21 марта 2014 года в составе Крыма аннексирован Россией, с 5 июня 2014 года Орджоникидзевский поссовет был упразднён, а его территория входит в городской округ Феодосия.